# Herméneutique de Vatican II

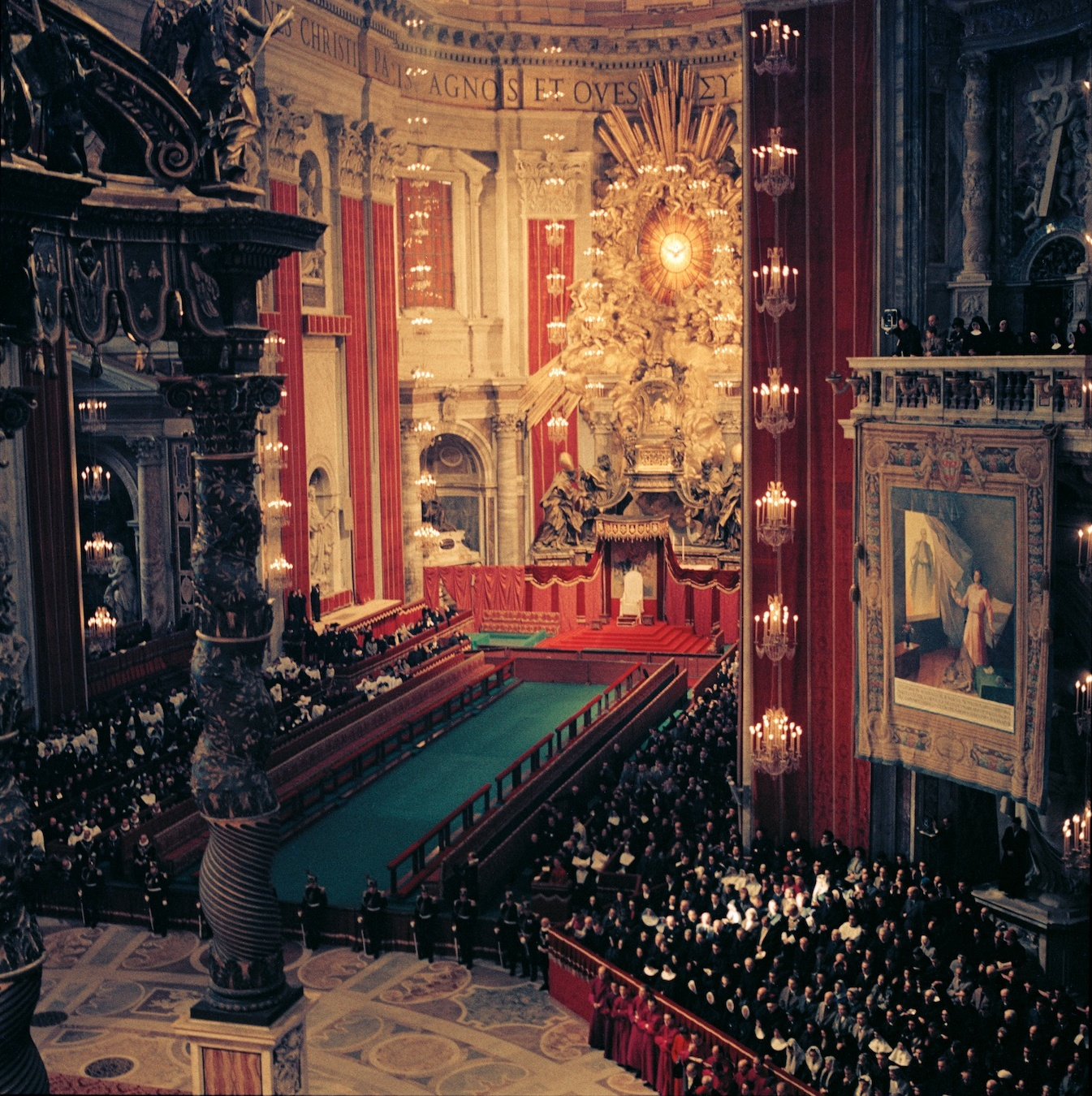
Le concile Vatican II, photographie de Lothar Wolleh.

L'herméneutique de Vatican II est une branche de l'ecclésiologie et de la théologie catholiques qui étudie la portée, la réception et le sens des réformes introduites dans l'Église catholique par le concile Vatican II.
Ce domaine de recherche est enseigné dans certaines universités et exploré par des sociétés savantes comme l'École de Bologne et la Fondation Jean XXIII pour les sciences religieuses. Il fait l'objet des publications de spécialistes tels que Walter Kasper, Giuseppe Alberigo, John W. O'Malley, Christoph Theobald ou Gilles Routhier.

## Continuité et discontinuité
L'herméneutique de la continuité a inspiré tout le pontificat de Jean Paul II,. Elle a été reprise par Benoît XVI dans son discours du 22 décembre 2005 à la curie romaine :

« Pourquoi l'accueil du concile, dans de grandes parties de l'Église, s'est-il jusqu'à présent déroulé de manière aussi difficile ? Eh bien, tout dépend de la juste interprétation du concile ou - comme nous le dirions aujourd'hui - de sa juste herméneutique, de la juste clef de lecture et d'application. Les problèmes de la réception sont nés du fait que deux herméneutiques contraires se sont trouvées confrontées et sont entrées en conflit. […] D'un côté, il existe une interprétation que je voudrais appeler "herméneutique de la discontinuité et de la rupture" ; celle-ci a souvent pu compter sur la sympathie des mass media, et également d'une partie de la théologie moderne. D'autre part, il y a l' "herméneutique de la réforme", du renouveau dans la continuité de l'unique sujet-Église, que le Seigneur nous a donné. »

Pour Christoph Theobald, la définition de ces deux termes, si elle exprime une antinomie, n'en implique pas moins d'importantes nuances. Il discerne dans le discours du pape une « sorte de retractatio qui remplace l’opposition factice entre une herméneutique de discontinuité et une herméneutique de continuité par celle, plus nuancée, entre une herméneutique de discontinuité et une herméneutique de réforme. Cette dernière introduit une véritable historicité dans la définition des rapports entre sciences et foi, entre l’Église et l’État moderne, entre la foi chrétienne et les religions du monde ». Ainsi le propos de Benoît XVI vise-t-il, selon Theobald, à indiquer que dans les décisions concernant des choses contingentes « seuls les principes expriment l’aspect durable, en demeurant sous-jacents et en motivant la décision de l’intérieur ».
Cette position de Benoît XVI a été contestée par certains théologiens.

### Ouvrages
- Giuseppe Alberigo, Pour la jeunesse du christianisme : Le concile Vatican II (1959-1965), éditions du Cerf, 2005
- Benoît XVI et Kurt Koch, Vatican II : L'herméneutique de la réforme, Parole et Silence, 2014
- Ralf van Bühren, Kunst und Kirche im 20. Jahrhundert. Die Rezeption des Zweiten Vatikanischen Konzils, Paderborn, Ferdinand Schöningh 2008  (ISBN 978-3-506-76388-4)
- (en) Walter Kasper, The Catholic Church : Nature, Reality and Mission, Bloomsbury Publishing, 2015 (ISBN 9781441117540).
- (it) Agostino Marchetto, Il Concilio Ecumenico Vaticano II. Contrappunto per la sua storia, Rome, Libreria Editrice Vaticana, 2005.
- Roberto de Mattei, Vatican II, une histoire à écrire, Muller, 2013
- John W. O'Malley, L'Événement Vatican II, Lessius/Cerf, 2011
- Gilles Routhier, Vatican II : Herméneutique et réception, Montréal, Fides (coll. « Héritage et projet », 64) 460 p., 2006
- Gilles Routhier et Guy Jobin (dir.), L'Autorité et les Autorités. L'herméneutique théologique de Vatican II, Cerf, 2010
- Gilles Routhier, La Réception d'un concile, Cerf, coll. « Cogitatio Fidei » n° 174, 272 p., 1993, rééd. 2012
- Gilles Routhier, P. Roy et K. Schelkens (dir.), La Théologie catholique entre intransigeance et renouveau : La réception des mouvements préconciliaires à Vatican II, Thurnout, Brepols, coll. « Bibliothèque de la Revue d’histoire ecclésiastique » n° 95, 2012, 363 p.
- Hubert Wolf (dir.): Antimodernismus und Modernismus in der katholischen Kirche. Beiträge zum theologiegeschichtlichen Vorfeld des II. Vaticanums, Schöningh, Paderborn, 1998  (ISBN 3-506-73762-7)

### Articles
- Gilles Castro, « Recension de Gilles Routhier (dir.), « L'Autorité et les Autorités. L'herméneutique théologique de Vatican II », Cerf, 2010 », Esprit & Vie, no 232,‎ février 2011, p. 60-61
- Kristin Colberg, « Hermeneutics of Vatican II : Reception, authority and the debate over the council's interpretation »,  Cambridge University Press, 2013
- Denis Dupont-Fauville, « Une herméneutique pour Vatican II », Nouvelle Revue théologique 134-4 (2012), p. 560-579
- Sandro Magister, « The Council of Bologna: The Rise and Fall of a Dream of Church Reform », L'Espresso, 30 août 2005
- Daniel Moulinet, « Réflexions sur l'herméneutique de Vatican II », La Croix, 2013
- Neil Ormerod, « Vatican II : Continuity or Discontinuity ? Toward an Ontology of Meaning », Theological Studies 71, 2010
- Jean Rigal, « L'herméneutique de Vatican II », La Croix, 2009
- Gilles Routhier, « L’ecclésiologie catholique dans le sillage de Vatican II : La contribution de Walter Kasper à l’herméneutique de Vatican II », Université Laval, 2004
- Gilles Routhier, « L'herméneutique de Vatican II : Réflexions sur la face cachée d'un débat », Recherches de science religieuse, 2012, cairn.info
- Giuseppe Ruggieri, « L'Officina bolognese et Vatican II », Recherches de science religieuse, 2012, cairn.info